# NGC 6330
NGC 6330 este o radiogalaxie situată în constelația Hercule. A fost descoperită în 12 iunie 1880 de către Édouard Stephan⁠(d). Se află la o distanță de 120,23 de megaparseci de Pământ.